# 예수의 매장

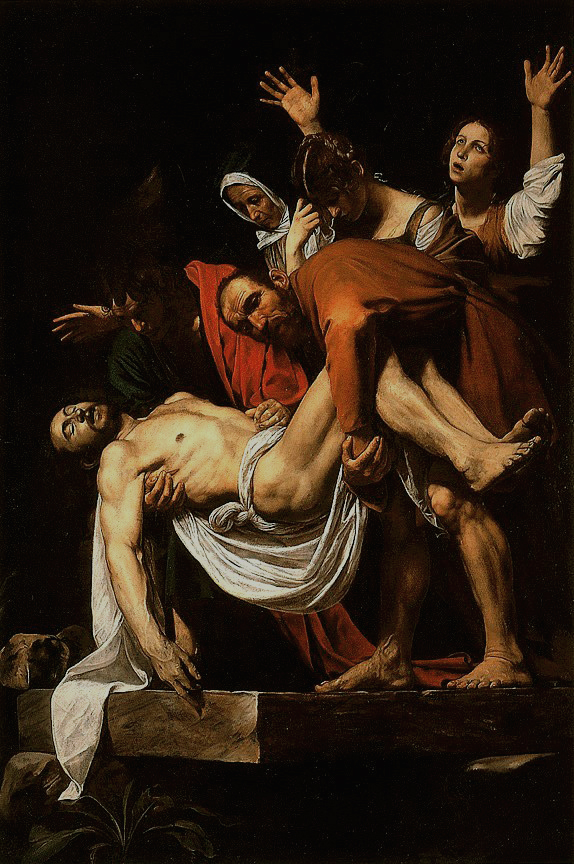
카라바조 작 그리스도의 매장.

예수의 매장은 신약에 기술된, 십자가형 후에 예수의 몸의 매장을 말한다. 정규 복음서 계정에 따르면, 그는 아리마태아의 요셉이라는 사람에 의해 무덤에 넣어졌다.

## 성경 기록
예수의 매장에 대한 최초의 언급은 바울의 편지에 있다. 서기 54년경에 고린도인들에게 편지를 쓰면서 그는 예수의 죽음과 부활에 대해 받은 기록을 언급한다("장사 지낸 바 되었다가 성경대로 사흘 만에 살아나셨다").
66년에서 95년 사이에 기록된 네 개의 정경 복음서는 예수의 체포, 재판, 십자가에 못 박히심, 매장, 부활에 대한 확장된 이야기로 결론을 내린다. 그들은 십자가에 못 박히신 날 저녁에 어떻게 아리마대 요셉이 빌라도에게 시신을 요구했고, 빌라도가 그의 요청을 수락한 후 시신을 세마포로 싸서 무덤에 안치했는지에 대해 설명한다. 사도행전 13장 28~29절에 따르면 그는 공의회에 의해 무덤에 안치되었다.
현대 학문은 복음서 기록의 대조를 강조하고 마가의 묘사가 더 가능성이 있음을 발견한다.

### 마가복음
66년과 72년경에 기록된 마가복음(가장 초기의 정경 복음서)에서 아리마대 요셉은 유대인 규례에 따라 시체를 매장하기를 원하는 예수를 정죄한 산헤드린의 일원이다. 시체를 하룻밤 사이에 노출시킬 수 없다는 법이 있었다. 그는 시신을 새 수의에 넣어 바위를 파서 만든 무덤에 안장했다. 20세기 말에 유대인 역사가 요세푸스는 유대인들이 이 법을 매우 중요하게 여겼기 때문에 십자가에 못 박힌 범죄자들의 시체도 해가 지기 전에 끌어내어 매장할 것이라고 설명했다. 이 기록에서 요셉은 몸을 천으로 싸고 몸을 씻거나 기름을 바르는 일에 대해 언급하지 않고 율법을 지키기 위해 최소한의 일만 한다. 이것은 마가가 한 여자가 예수에게 향유를 부은 십자가 처형 이전의 사건을 언급하는 이유를 설명할 수 있다. 따라서 예수는 실제로 죽기 전에도 매장될 준비가 되어 있었다.

### 마태복음
마태복음은 80년에서 85년경에 마가복음을 출처로 하여 기록되었다. 이 기록에서 아리마대 요셉은 산헤드린의 일원이 아니라 부유한 예수의 제자로 언급된다. 많은 해석자들은 이것을 저자가 부유한 지지자들을 향한 교묘한 방향으로 해석한 것으로 읽은 반면, 다른 이들은 이것이 이사야 53:9의 예언의 성취라고 믿는다.
"저희가 그 묘실을 악인과 함께 하고 부자와 함께 하였으니 그는 강포를 행치 아니하였고 그 입에 궤사가 없더라"
이 버전은 더 명예로운 매장을 제안한다. 요셉은 시신을 깨끗한 수의로 싸서 자신의 무덤에 안치하는데 사용된 단어는 프토마(시체)가 아니라 소마(몸)이다. 저자는 로마 당국이 "돌에 도장을 찍고 경비병을 배치하여 무덤을 안전하게 만들었다"고 덧붙이다.

### 누가복음
마가복음은 또한 90~95년경에 기록된 누가복음에 나오는 설명의 출처이기도 하다. 마가 버전에서와 같이 요셉은 산헤드린의 일원으로 묘사되지만 산헤드린의 예수님에 대한 결정에 동의하지 않은 것으로 묘사된다. 그는 예수의 제자라기보다 "하나님의 나라를 기다렸다"고 한다.

### 요한복음
마지막 복음서인 요한복음은 80~90년경에 기록되었으며, 요셉을 제자로 예수님을 존귀하게 장사 지내는 모습으로 묘사하고 있다. 요한은 요셉이 매장 과정에서 니고데모의 도움을 받았다고 말한다. 니고데모는 유대 관습에 따라 몰약과 침향의 혼합물을 가져와 수의에 이 향료를 포함시켰다.

## 같이 보기
- 그리스도의 매장 장소로 추정되는 여러 장소, 예수의 무덤
- 십자가에서의 하강
- 빈 무덤
- 에피타피오스 (전례)
- 신약 속 예수의 삶
- 지옥의 참혹